# Bromma
Bromma is een stadsdeel (stadsdelsområde) in het westen van de gemeente Stockholm. In 2007 had het 62.375 inwoners, een oppervlakte van 24,60 km² en daarmee een bevolkingsdichtheid van 2535 inwoners / km². Oorspronkelijk is Bromma een dorp, dat in de 13e eeuw rond een kerk is gebouwd.

## Verkeer en vervoer
Bij de plaats lopen de Länsväg 261, Länsväg 275 en Länsväg 279.
Luchthaven Stockholm-Bromma ligt nabij de wijk en is de op een na drukste luchthaven van Zweden.

## Sport
Voetbalclub IF Brommapojkarna komt uit Bromma, het speelt haar thuiswedstrijden in het Grimsta IP-stadion, gelegen in Bromma.

## Wijken
Het stadsdeel is opgebouwd uit de volgende wijken:
| Wijk                    | Oppervlakte (km²) | Inwoners (2004) | Bevolkingsdichtheid (inw./km²) |
| ----------------------- | ----------------- | --------------- | ------------------------------ |
| Abrahamsberg            | 0,42              | 2.761           | 6.573,81                       |
| Alvik                   | 0,52              | 990             | 1.903,85                       |
| Beckomberga             | 0,82              | 2.578           | 3.143,90                       |
| Blackeberg              | 1,57              | 5.921           | 3.771,34                       |
| Bromma Kyrka            | 1,11              | 2.430           | 2.189,19                       |
| Bällsta                 | 1,33              | 801             | 602,26                         |
| Eneby                   | 0,34              | 782             | 2.300,00                       |
| Höglandet               | 0,44              | 1.345           | 3.056,82                       |
| Lunda                   | 1,32              | 7               | 5,30                           |
| Mariehäll               | 0,73              | 1.368           | 1.873,97                       |
| Nockeby                 | 0,98              | 3.032           | 3.093,88                       |
| Nockebyhov              | 1,64              | 2.600           | 1.585,37                       |
| Norra Ängby             | 2,00              | 4.926           | 2.463,00                       |
| Olovslund               | 0,27              | 543             | 2.011,11                       |
| Riksby                  | 3,73              | 3.566           | 956,03                         |
| Smedslätten             | 1,03              | 2.372           | 2.302,91                       |
| Stora Mossen            | 0,64              | 1.352           | 2.112,50                       |
| Södra Ängby             | 1,09              | 1.722           | 1.579,82                       |
| Traneberg               | 0,91              | 6.793           | 7.464,84                       |
| Ulvsunda                | 0,82              | 2.063           | 2.515,85                       |
| Ulvsunda Industriområde | 1,38              | 2.513           | 1.821,01                       |
| Åkeshov                 | 0,27              | 681             | 2.522,22                       |
| Åkeslund                | 0,51              | 2.907           | 5.700,00                       |
| Ålsten                  | 1,35              | 3.262           | 2.416,30                       |
| Äppelviken              | 0,77              | 1.799           | 2.336,36                       |
| Totaal                  | 25,99             | 59.114          | 2.274,49                       |

## Geboren
- Mats Sundin (1971), ijshockeyspeler
- Elsa Hosk (1988), model
- Matilda Nildén (2004), voetbalster

## Bekende personen
- E-Type woonde vanaf zijn veertiende in Bromma.
- Christer Fuglesang groeide op in Bromma.

Stockholm-Oost:
Södermalm · 
Kungsholmen · 
Norrmalm · 
Östermalm

Stockholm-Zuid:
Enskede-Årsta-Vantör · 
Farsta · 
Hägersten-Liljeholmen · 
Skarpnäck · 
Skärholmen · 
Älvsjö

Stockholm-West:
Bromma · 
Hässelby-Vällingby · 
Rinkeby-Kista · 
Spånga-Tensta